# Lygodactylus grandisonae
Lygodactylus grandisonae är en ödleart som beskrevs av  Pasteur 1962. Lygodactylus grandisonae ingår i släktet Lygodactylus och familjen geckoödlor. IUCN kategoriserar arten globalt som otillräckligt studerad. Inga underarter finns listade i Catalogue of Life.